# Boreophyllum
Boreophyllum, rod crvenih algi u porodici Bangiaceae. Postoje 5 priznatih vrsta od kojih su tri izdvojene iz roda Porphyra i uklopljene u novi rod Boreophyllum, a dvije druge vrste opisane su tek 2015 godine. 
Rod je opisan 2011.

## Vrste
1. Boreophyllum aestivale (S.C.Lindstrom & Fredericq) S.C.Lindstrom - tipična
2. Boreophyllum aleuticum S.C.Lindstrom & M.R.Lindeberg
3. Boreophyllum ambiguum S.C.Lindstrom
4. Boreophyllum birdiae (Neefus & A.C.Mathieson) Neefus
5. Boreophyllum pseudocrassum (Yamada & Mikami) N.Kikuchi & M.Miyata